# Llei Deixonne
La llei Deixonne fou la primera llei francesa que va autoritzar l'ensenyament de les llengües regionals de França. Fou proclamada com la «llei 51-46 relativa a l'ensenyament de les llengües i dialectes locals» l'11 de gener de 1951, i fou vigent fins al 1975. Va ser una primera derogació prudent a l'uniformisme lingüístic a França, perquè fins aleshores només s'hi autoritzava l'ús del francès en qualsevol organisme públic o d'ensenyament.
Autoritza l'ensenyament facultatiu de certes llengües regionals durant una hora a la setmana: el basc, el bretó, el català i l'occità i organitza la formació i recerca universitària sobre les llengües regionals i l'etnografia. Més tard se li afegiren dos decrets per autoritzar l'ensenyament del cors (decret 74-33 de 16 de gener de 1974), el tahitià (decret 81-553 de 12 de maig de 1981) i les llengües melanèsiques (decret 92-1162 de 20 d'octubre de 1992) (l'ajië, el drehu, el nengone i el paicî). A més, el decret núm. 70-650 de 10 de juliol de 1970 permet de tenir en compte les llengües regionals per a l'obtenció del baccalauréat. Fou nomenada llei Deixonne pel diputat Maurice Deixonne, el qual va redactar l'informe de la comissió parlamentària de l'Educació nacional i va presentar el projecte de llei. La llei Deixonne avui és abolida: fou substituïda per la llei Bas-Lauriol de 1975 i per la llei Toubon de 1994.